# Milivoje Popović-Mavid
Milivoje Popović-Mavid (ur. 12 września 1909 w Šabacu (Serbia), zm. 5 lipca 1994 w Belgradzie) – aktor, znany głównie z filmu „Winnetou: Złoto Apaczów” jako Inczu-czuna, ojciec Winnetou. Dwukrotnie żonaty: Mira Stupica 1943, dziecko, rozwód, oraz Dragana Popović.
W 1953 zadebiutował rolą kapitana artylerii w filmie Opštinsko dete, w reż. Mladomira Đorđevicia. Wystąpił w 41 filmach fabularnych. Pochowany na cmentarzu Novo groblje w Belgradzie (kolumbarium, kwatera XXXIV A-36).